# 博拉塞亚
博拉塞亚是巴西圣保罗州的一个市镇。总面积120.796平方公里，总人口3945人，人口密度32.7人/平方公里。